# هنري فينك
هنري فينك (بالإنجليزية: Henry Fink) هو سياسي أمريكي، ولد في 1840. حزبياً، نشط في الحزب الجمهوري. وقد انتخب عضو جمعية ولاية ويسكونسن.